# Мануель Марія Готьє
Мануель Марія де ла Консепсьйон Готьє (8 грудня 1830 — 24 травня 1897) — домініканський політичний діяч, президент країни навесні 1889 року.